# Siegfried Reiprich

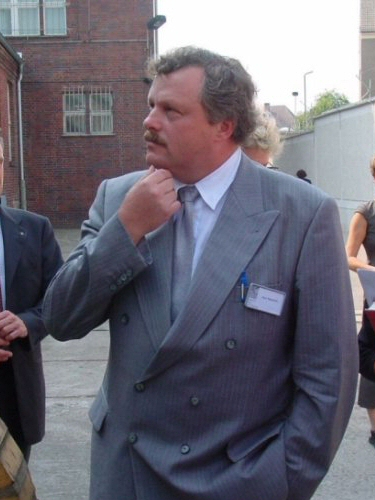
Siegfried Reiprich (2002)

Siegfried Reiprich (* 15. Februar 1955 in Jena) ist ein deutscher Bürgerrechtler und Schriftsteller. Er war Gründungsmitglied des oppositionellen Arbeitskreises Literatur und Lyrik Jena. Auf Grund seiner kritischen Haltung zum SED-Regime wurde er zwangsexmatrikuliert, später zur Ausreise genötigt und ausgebürgert. Von Dezember 2009 bis November 2020 war Reiprich Geschäftsführer der Stiftung Sächsische Gedenkstätten; Ende Juli 2020 wurde der 65-Jährige bis zum regulären Renteneintritt freigestellt.

## Leben
Siegfried Reiprich wurde im Februar 1955 in Jena geboren. Er gehörte von Beginn an dem 1973 durch Lutz Rathenow in Jena gegründeten „Arbeitskreis Literatur und Lyrik“ an. Im selben Jahr machte er das Abitur. Nach einer mehrmonatigen Arbeit als Bauhilfsarbeiter trat Reiprich den Grundwehrdienst bei der NVA an.

### Verbot des „Arbeitskreises Literatur und Lyrik“
Im Jahr 1974 nahm er für den „Arbeitskreis Literatur“ an den „Poetenseminaren der FDJ“ in Greiz und Schwerin teil und geriet wegen kritischer Gedichte und Diskussionen zum ersten Mal in den Fokus des Ministeriums für Staatssicherheit (MfS). Zum anschließenden Verhör vermerkte die Stasi, dass Reiprich „die Zusammenarbeit mit unserem Organ in anmaßender Weise verweigert“ habe. Er protestierte im Jahr 1975 gegen das faktische Verbot des Arbeitskreises und begann in Jena ein Studium an der Sektion Marxistisch-Leninistische Philosophie. Auch hierbei wurde er vom MfS beobachtet.

### Politische Exmatrikulation und operative Bearbeitung
Von einer inoffiziellen Mitarbeiterin des MfS bei der Parteileitung denunziert, wurde er in tribunalartigen Verfahren wegen „skeptischem Existentialismus“, „Kritik an den Maßnahmen der Bruderarmeen der Warschauer-Pakt-Staaten anlässlich der konterrevolutionären Ereignisse in der ČSSR 1968“, Solidarität mit seinem Freund Jürgen Fuchs, und „Bildung einer konterrevolutionären Plattform“ aus der Leitung der FDJ ausgeschlossen, vor den Disziplinarausschuss gestellt und im März 1976 zum „Ausschluss vom Studium an allen Universitäten, Hoch- und Fachschulen der DDR“ verurteilt.
Danach arbeitete er als Hilfsarbeiter in der Glasschneiderei des VEB Jenaer Glaswerke Otto Schott & Gen., protestierte gegen die Ausbürgerung Wolf Biermanns und engagierte sich im Untergrund. Von einem Studium der Feinwerktechnik an der Ingenieursschule Jena, welches er im Jahr 1979 begonnen hatte, wurde er 1980 erneut aus politischen Gründen ausgeschlossen. Die Staatssicherheit stufte ihn als „PID“- und „PUT“-Person ein, zog aber Zersetzungsmaßnahmen der mehrfach geplanten Verhaftung vor. Im Jahr 1980 wurde die OPK „Opponent“ in den Operativen Vorgang „Opponent“ umgewandelt, der gegen ihn und weitere Mitstreiter, zu denen unter anderem Roland Jahn gehörte, gerichtet war. So versuchte die Staatssicherheit unter anderem, ihn in seinem Freundeskreis zu diskreditieren, indem sie beispielsweise durch Fotomontagen den Eindruck vermittelte, Reiprich selbst würde für das MfS arbeiten.

### Ausbürgerung und Leben im Westen

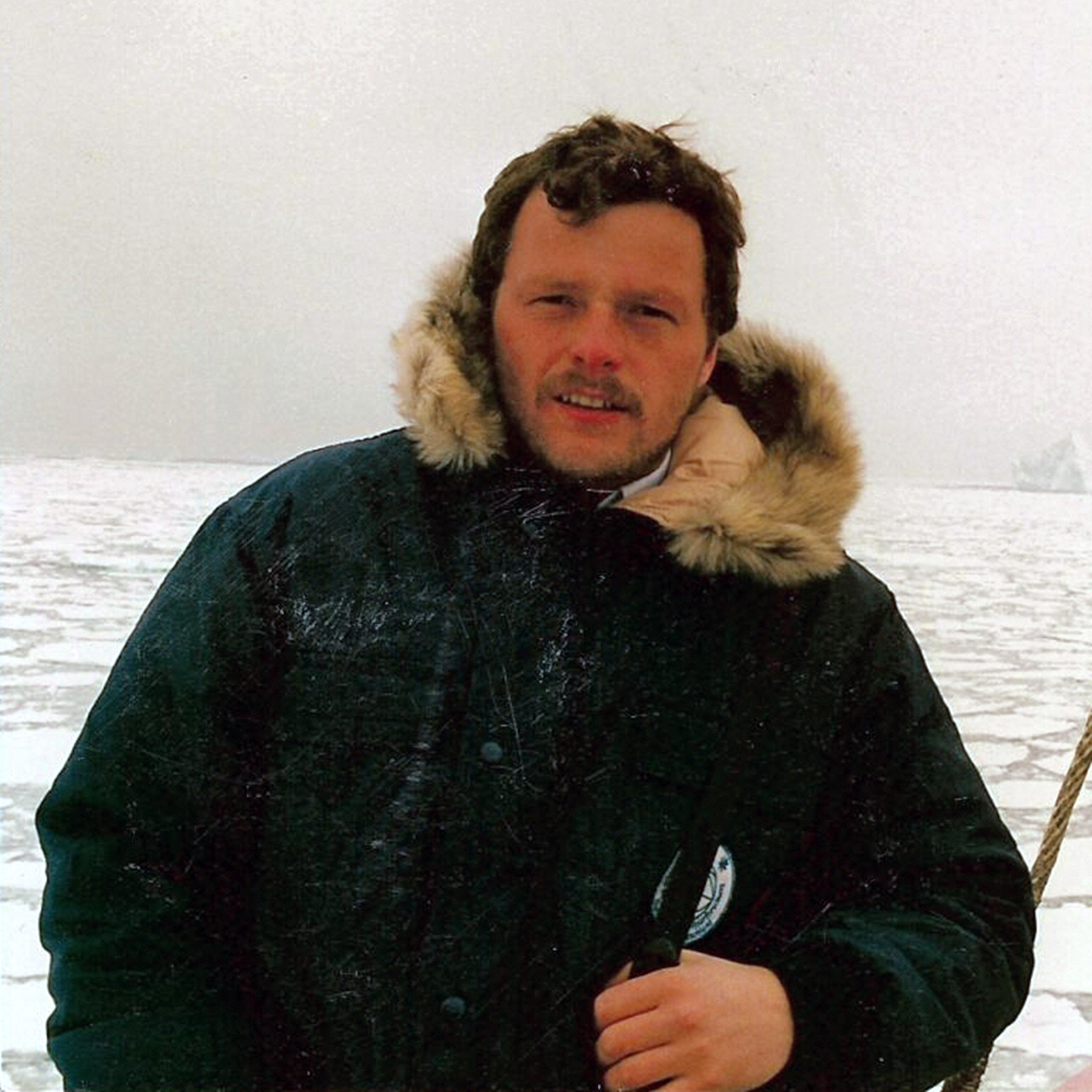
Siegfried Reiprich in der Antarktis (1987)

Im Ergebnis eines Verhörs durch Offiziere des MfS wurde er genötigt, die DDR zu verlassen; er siedelte 1981 mit seiner Frau Christine nach West-Berlin über. Die „staatsfeindliche Gruppe“ war „aus entspannungspolitischen Gründen“ nicht eingesperrt, sondern ausgebürgert worden.
Im Westen angekommen engagierte sich Reiprich in der Friedensbewegung. Von 1981 bis 1983 war er Mitglied im Arbeitskreis atomwaffenfreies Europa in West-Berlin und solidarisierte sich mit der unabhängigen Friedensbewegung in der DDR. 1983 trat er in die SPD ein, auch, um die Politik Helmut Schmidts in der NATO-Nachrüstung zu unterstützen. Von 1982 bis 1990 studierte er mit Unterstützung der Friedrich-Ebert-Stiftung an der Christian-Albrechts-Universität zu Kiel Ozeanographie und Geophysik und war von Dezember 1986 bis März 1988 in der Antarktis auf der Georg-von-Neumayer-Station des Alfred-Wegener-Instituts für Polar- und Meeresforschung (AWI) in Bremerhaven. Auch im Westen stand er unter Beobachtung der Staatssicherheit und war noch bis nach dem Mauerfall 1989 mit einem Einreiseverbot in die DDR belegt.

### Leben und Arbeit nach der Wiedervereinigung
Von 1990 bis 1997 arbeitete Reiprich im deutsch-türkischen Erdbebenforschungsprojekt der Christian-Albrechts-Universität Kiel und im GeoForschungsZentrum Potsdam. 1992 trat er aus Protest gegen die Behandlung des Falles Stolpe aus der SPD aus. 1998 trat er gemeinsam mit anderen Bürgerrechtlern der CDU bei. Er war als wissenschaftlicher Mitarbeiter im Bundestag und als freier Autor tätig, ehe er auf Vorschlag von Bürgerrechtlern wie Freya Klier und des Justizministers Steffen Heitmann im Jahr 2000 von der Regierung Biedenkopf für das Amt des sächsischen Landesbeauftragten für die Unterlagen des Ministeriums für Staatssicherheit nominiert wurde. Auf Grund parteiinterner Machtkämpfe wurde die schon im Landtag angesetzte Wahl in letzter Minute von der Tagesordnung genommen. Seit 2001 arbeitete Reiprich als Referent für politische Bildung sowie als Datenschutzbeauftragter und von 2007 bis 2010 als stellvertretender Direktor der Gedenkstätte Berlin-Hohenschönhausen. Er engagiert sich in verschiedenen Vereinen und Initiativen für die Belange der Opfer des SED-Staates. So wurde er nach dem Tod von Jürgen Fuchs in den Vorstand des Bürgerbüro Berlin e. V., Verein zur Aufarbeitung von Folgeschäden der SED-Diktatur gewählt.
Am 23. April 2009 wurde Reiprich vom Stiftungsrat zum Geschäftsführer der Stiftung Sächsische Gedenkstätten gewählt. Seine Ernennung erfolgte am 8. Dezember 2009. Im Mai 2014 wählte der Stiftungsrat ihn erneut zum Geschäftsführer, die Staatsregierung des Freistaates Sachsen bestätigte diese Wahl.
Auf eigenen Wunsch gab er zum 30. November 2020 seine Stelle auf. Kurz nach dieser Ankündigung geriet er in die Kritik, als er die Ausschreitungen und Plünderungen in Stuttgart im Juni 2020 mit NS-Pogromen 1938 verglichen hatte. Mehrere bundesweit tätige Organisationen und die Grünen-Bundestagsfraktion forderten daraufhin seinen Rücktritt. Am 21. Juli 2020 wurde er vom Stiftungsrat mit sofortiger Wirkung freigestellt.
Unter Reiprichs Führung ist die Stiftung im Oktober 2011 in Prag Mitglied einer Nichtregierungsorganisation auf europäischer Ebene geworden, der Platform of European Memory and Conscience, er wurde in den vierköpfigen Vorstand gewählt. Im Februar 2014 wählten ihn die Mitglieder dieser gesamteuropäischen Museums- und Gedenkstättenvereinigung in Den Haag erneut in ihren Vorstand. Im November 2015 wählte die Jahresversammlung in Wroclaw Reiprich zum dritten Mal in den Vorstand der Platform.
Über seine dienstliche Arbeit hinaus engagiert sich Siegfried Reiprich in und für zivilgesellschaftliche Vereine und Initiativen, so im Verein zu Ehren der Opfer der NS-„Euthanasie“ in Großschweidnitz, dem Lern- und Gedenkort Kaßberg-Gefängnis in Chemnitz, dem Verein zur Errichtung einer Gedenkstätte für die Frauen von Hoheneck oder dem Förderverein der Gedenkstätte Berlin-Hohenschönhausen. Er arbeitete in den Gremien der Stiftung Gedenkstätte Berlin-Hohenschönhausen mit und war auch Mitglied des Kuratoriums des deutsch-russischen Museums in Berlin-Karlshorst.

## Werke
- Der verhinderte Dialog. Meine politische Exmatrikulation. Eine Dokumentation. Schriftenreihe des Robert-Havemann-Archivs, Berlin 1996, ISBN 978-3-9804920-2-7.
- Die linke Opposition in der DDR als eigene Größe zwischen Prag 1968 und westeuropäischer Studentenrevolte. In: Geschichtswerkstatt Jena (Hg.): Linke Opposition in der DDR und undogmatische Linke in der BRD, Dokumentation einer Tagung von Friedrich-Ebert-Stiftung und Heinrich-Böll-Stiftung. Jena 1996, S. 37–54.
- Stasi in der Offensive – der 14. März 2006 in Berlin-Hohenschönhausen. In: Gerbergasse 18. Thüringer Vierteljahresschrift für Zeitgeschichte und Politik, Heft 41 (II/2006), (PDF; 77 kB), ISSN 1431-1607.
- Zu den Mechanismen ideologischer Disziplinierung an DDR-Universitäten. In: Deutscher Hochschulverband (Hg.): Zeitzeugen berichten. Wie die DDR die Universitäten unterdrückte. Forum des Hochschulverbandes Heft 67 (März 1999).
- Eroberung und Konsolidierung der Macht – zwei Phasen in der Geschichte der Stasi. In: Karsten Dümmel, Christian Schmitz (Hg.): Was war die Stasi? Einblicke in das Ministerium für Staatssicherheit der DDR (MfS). Sankt Augustin 2002, ISBN 3-933714-02-8.
- Aufbau Ost: Geld statt Geist. In: liberal 3/2004, (PDF; 110 kB), ISSN 0459-1992.
- Vakuum und nostalgische Legendenbildung. Vom Umgang mit der DDR-Geschichte an der Berliner Schule. In: Zeitschrift des Politisch-Akademischen Clubs e. V. Neue Folge Nr. 15 (75) 2006, ISSN 1433-4178.
- Nancy Aris und Clemens Heitman (Hrsg.): Via Knast in den Westen. Das Kaßberg-Gefängnis und seine Geschichte, Schriftenreihe des Sächsischen Landesbeauftragten für die Stasiunterlagen. Mit Beiträgen von Jan Phillip Wölbern, Ludwig Rehlinger und Siegfried Reiprich u. a., ISBN 978-3-374-03010-1.